# أليكس برونو
أليكس برونو (بالبرتغالية: Alex Bruno‏) (9 مايو 1982 بساو باولو في البرازيل - ) هو لاعب كرة قدم برازيلي في مركز الدفاع. لعب مع أتلتيكو مينييرو وبوتافوغو ريغاتاس وجمعية بورتوغيزا الرياضية وسانتو أندريه ونادي بارانا ونادي ساو باولو ونادي سبورت ريسيفه ونادي فيغورينسي وناسيونال ماديرا وماريليا أتلتيكو ‏ ونادي ريو كلارو فوتيبول ونادي بوتافغو لكرة القدم وEsporte Clube Internacional (SC) ‏ وOperário Futebol Clube (Várzea Grande) ‏ وIndependente Futebol Clube ‏.

## وصلات خارجية
- أليكس برونو على موقع قاعدة بيانات كرة القدم.إي يو (الإنجليزية)
- أليكس برونو على موقع Soccerway.com (الإنجليزية)